# Жан Калвин
Жан Калвин (на френски: Jean Cauvin, Жан Ковен, но с латинска транскрипция Ioannes Calvinus) е френски теолог, представител на християнската Реформация, основател на калвинизма, роден на 10 юли 1509 г. в Ноайон, област Пикардия, Франция. Баща му е нотариус и управител на именията на епископа на Ноайон. От детство той е насочен към кариера в теологията, за да стане един от големите църковни реформатори и философи на Високия Ренесанс.

## Биографични данни
Калвин получава богословско и юридическо образование (Колеж Монтен, Париж, право в Орлеан и Бурж). Под влияние на теологичните трудове на Еразъм и Лутер облеченият винаги в черно млад учен се обръща към протестантското учение и се отрича от Католическата църква през 1532 г.
Поради преследванията на протестантите във Франция вследствие на Едикта от Куси, Калвин бяга в Швейцария през 1534 г. През 1536 г. издава под псевдоним в Базел съчинението „Наставление за християнската вяра“, в което излага собствените си реформаторски схващания. Напуска Базел в посока Италия, където за кратко служи като секретар на френската принцеса Рене във Ферара. През същата година се премества в Женева, където вече се е утвърдила Реформацията под въздействието на швейцареца Улрих Цвингли – част от съпротивата срещу херцога на Савоя. Там той се запознава с валденза Гийом Фарел, който убеждава Калвин да остане в протестантския град. Според Zweig фанатизираният Фарел пръв вижда в лицето на 26-годишния Жан „гениалния организатор, водача на реформаторското движение“. В Женева Калвин участва активно в обществения живот, установява „строга църковна дисциплина“, пише и катехизис („Catéchisme de l'Eglise de Genève“). Догматичното му и аскетично поведение води до изостряне на отношенията му особено със заможното гражданство, което започва да гледа на него като на „сериозен мизантроп“. Напрежението ескалира до инцидент (на Великден през 1538 г.), когато Калвин публично предизвиква църква и управа, поддържащи хуманиста Цвингли и заедно с Фарел е прокуден от Женева.
Поканен е от Мартин Бусер в Страсбург, където служи като пастор, преработва своя фундаментален труд, трупа слава на множество теологични диспути, запознава се с Филип Меланхтон. През този период за да опровергае на дело ненужното според него изискване за безбрачие на духовниците Жан Калвин се жени за Иделет дю Бюр. Тя е вдовица на анабаптист, когото той сам е принудил да се разкае, но бракът му се оказва нещастен.
Три години по-късно (15 септември 1541) си издейства правото да се завърне в Женева и остава там до края на живота си. През последвалите 14 години Калвин безпрекословно оглавява реформаторското движение и установява теократичен режим в града. Усърдието му граничи с фанатизъм. Воден от абстрактно чувство за дълг, Калвин става най-строг нравствен съдник и съобразно собственото си учение излива цялата си ненавист към всички грешници и другомислещи. Реформаторът оказва много силно въздействие върху гражданския живот, като успява да наложи строг надзор с въвеждане на задължително присъствие на църковните служби, забраняване на развлеченията, танците, ярките дрехи и др. Създава се своеобразна градска тайна полиция, стимулира се доносничеството и се установява църковен съд (La Consistoire).
Заедно с това се налага крайна нетърпимост към римокатоличеството и другите реформационни течения – особено към анабаптизма и антитринитарианството, а последователите им са обвинявани в безбожие. Тези мерки достигат крайност, като противниците на учението на Калвин са преследвани и наказвани дори със смърт.
Реформаторското му усърдие достига кулминацията си през 1553 г., когато в Швейцария пристига преследвания като еретик в Испания и Франция Мигел Сервет. Той води кореспонденция с Калвин, която женевския реформатор възприема като обидна. Сервет бързо си навлича гнева и на останалите протестанти с отричането на догмата за Светата Троица. А след като публикува памфлета си „Dialogorum de Trinitate libri duo“ („Диалози за Троицата“) е арестуван не и без съдействието на Калвин. Писмата на Сервет до Калвин са използвани от инквизиторите като доказателство за ерес и испанецът е осъден на смърт чрез изгаряне на бавен огън. Сервет успява да избяга, но по неизвестни причини се връща в Женева, за да слуша проповедта на Жан Калвин в катедралата „Свети Петър“. Това е достатъчно за Калвин и Сервет отново е заловен и съден, а присъдата му потвърдена и изпълнена на Le plateau de Champel, където Мигел Сервет е изгорен жив въпреки протеста на Гийом Фарел. Така испанският лекар и философ, откривателят на белодробното кръвообращение Мигел Сервет успява да се спаси от римокатолическата Инквизиция в Париж, но не и от реформаторската клада в Женева.
Процесът и присъдата срещу Сервет окончателно за години напред затвърждават международното реноме на Жан Калвин като непримирим евангелист и реформатор. За него Кречмер пише през 1931 г.:
| „ | Когато моралът премине определена граница, той се превръща в извратеност. | “ |

Калвин проповядва за пълното подчинение на човека спрямо Божията воля. Това изключва каквито и да било „отклонения“ от избрания религиозен път и разпиляване на усилията и даденото време на човешкия живот. Като се позовава на едно негово погрешно тълкувано място в посланието на ап. Павел до Римляните, Калвин изповядва вяра в пълното предопределение. Според него всеки човек е предопределен от Бог още преди рождението си да се спаси или да загине духовно. По този начин се отрича свободната воля. Този фатализъм силно напомня за учението на исляма.
На 25 март 1558 г. Жан Калвин основава евангелистко училище в Женева, от което водят началото си съвременните Колеж Калвин и Университета на Женева. Реформаторският му труд е продължен от бургундския му приемник Теодор Беза.
Жак Калвин се разболява от белодробна туберкулоза и умира в Женева на 27 май 1564 г. Неговото последно желание е да бъде погребан на неизвестно място без церемония и свидетели.

## Литературно наследство
- Ioannes Calvinus, „Institutio Christiane Religionis (nunc uere demum suo titulo respondens)“ – 4 тома.

Написан (през 1534 г.) и публикуван на латински в Базел през 1936 г., този труд събира в себе си цялостната теологична доктрина на Жан Калвин, сумирана в духа на протестантската реформация. Книгата съдържа обширни коментари на Новия Завет и допълнителни мисли върху Стария Завет. Смята се, че до голяма степен повтаря творческия формат на Kleiner Katechismus (1529) на Мартин Лутер – шест глави върху Декалога, Апостолическия символ на вярата, Отче наш, Светите тайнства и управлението на църквата. Калвин очаква труда му да бъде защита на принципите на Реформацията и покана за религиозна толерантност. Трудът на Жан Калвин се превръща в най-важния теологичен и литературен текст през Реформацията. През 1541 г. трактатът излиза в Женева на френски език – той е едно от първите богословски съчинения на френски език и се цени високо и заради литературно-езиковите си достойнства. При завръщането на автора в Женева през 1541 г. градската управа официално възприема „Наставленията“ и ги следва в установяването на теократичен режим.
- През 1553 г. Калвин завършва превода на Библията от староеврейски на френски език и критикува в много отношения превода на св. Йероним – всепризнатата дотогава в католическите среди Вулгата.
- Ioannes Calvinus, „Catéchisme de l'Eglise de Genève“.

## Равносметката на Реформатора или опит за психопатографска оценка
| „ | Вярата започва от писанията, не от душите. | “ |

Още в ранните си години Жан Калвин заявява, че в живота на вярващите водещо трябва да бъде Евангелието, а не църковното предание. Тук той си противоречи, защото канонът на Библията е съставен именно от преданието в лицето на светите отци и църковните събори. Калвин се връща в Женева, след като е дал публичен отговор на призива на кардинал Садоле към женевци да се върнат в Римокатолическата църква. В него Калвин се обявява против корумпираността на църквата, папските претенции за върховенство, почитането на икони, мощи, светци, молитвите за покойниците и др. Същевременно той не приема свободното тълкуване на принципите на вярата от т. нар. либертини и вижда преодоляването на проявите на некатехизираната вяра като особено важна реформационна задача. Женева е наричана „протестантски Рим“, а Калвин – „женевски папа“ и той явно се изкушава да създаде първообраз на „Божия град“ по образеца на описания от Августин Блажени. Пасторите и докторите-богослови осъществяват проповедническа дейност и поемат грижата за катехизирането на вярващите. Презвитерите и дяконите, освен богослужебните си функции, имат за задача да подпомагат членовете на църквата в конкретни житейски ситуации. Този тип схоластично реформиране на религията е наречен „романски тип“, защото по изискванията към вярващите и проникването си в светския живот стои по-близо до класическата римокатолическа практика.
Според Майкъл Харт религиозният устрем и житейската целенасоченост на Калвин са в основата на наложилите се в Западна Европа схващания за начина на живот и градивността на работния процес при всеки един човек, за спасението чрез труд. Производителният доходен труд се смята за основополагащ за капиталистическото общество. Счита се, че много от разработките на Калвин в опитите му за богословско обосноваване на определени икономически практики (например даване на заем с лихва) са залегнали в основата и на съвременната западна банкова система.
Жан Калвин е високо интелигентен организатор и систематизатор на църковната Реформация. Аскетичността му се изражда в безогледност, свързана с неговата мрачна и сурова душевна нагласа. Но само такъв човек би могъл да осъществи подобно мащабно и трудно дело.
Последователи на Калвин са шотландските презвитерианци, френските хугеноти, английските пуритани и др. Калвинисти са пилигримите, които бягат от Англия през 1620 г. с кораба Мейфлауър и се заселват в Америка. Те се смятат за основатели на САЩ и техните потомци днес са сред политическия и икономическия елит на страната.

## Български преводи на Калвин
- Калвин, Жан. Библейско християнство. С., Нов човек, 2000 (Класическо християнско наследство).
- Калвин, Жан. Институти на християнската религия. Кн. 1 – 4. С., Нов човек, 2003 – 2005.
- Философия на религията и евангелска теология. T. I. Лутер, Калвин, Кант, Фихте, Хегел, Шелинг, Фойербах. Съст. и прев. Вл. Теохаров. С., 2005.

## Изследвания за Калвин
- Bernard Cottret, Calvin: A Biography. Grand Rapids, MI, and London, 2000.
- Bruce Gordon, The Swiss Reformation, Manchester, 2002.
- Paul Helm. John Calvin's Ideas. Oxford, 2004.
- Stephen Edmondson. Calvin's Christology. Cambridge, 2004.
- Cornelis van der Kooi. As in a Mirror. John Calvin and Karl Barth on Knowing God: A Diptych. Leiden, 2005.
- Raymond A. Blacketer. The School of God: Pedagogy and Rhetoric in Calvin's Interpretation of Deuteronomy. Heidelberg, 2005.
- Jean-Francois Gilmont. John Calvin and the Printed Book. Kirksville, 2005 (Sixteenth Century Essays and Studies, 72).
- R. Ward Holder. John Calvin and the Grounding of Interpretation Calvin's First Commentaries. Leiden, 2006.
- Michael W. Bruening. Calvinism's First Battleground: Conflict and Reform in the Pays de Vaud, 1528 – 1559. Heidelberg, 2005 (Studies in Early Modern Religious Reforms, 4).
- J. Todd Billings. Calvin, Participation, and the Gift: The Activity of Believers in Union with Christ. Oxford, 2007 (Changing Paradigms in Historical and Systematic Theology).
- Cornelis P. Venema. Accepted and Renewed in Christ: The „Twofold Grace of God“ and the Interpretation of Calvin’s Theology. Göttingen, 2007 (Reformed Historical Theology, 2).
- Christian Link. Johannes Calvin: Humanist, Reformator, Lehrer der Kirche. Zuerich, 2009.